# 電子點火頭

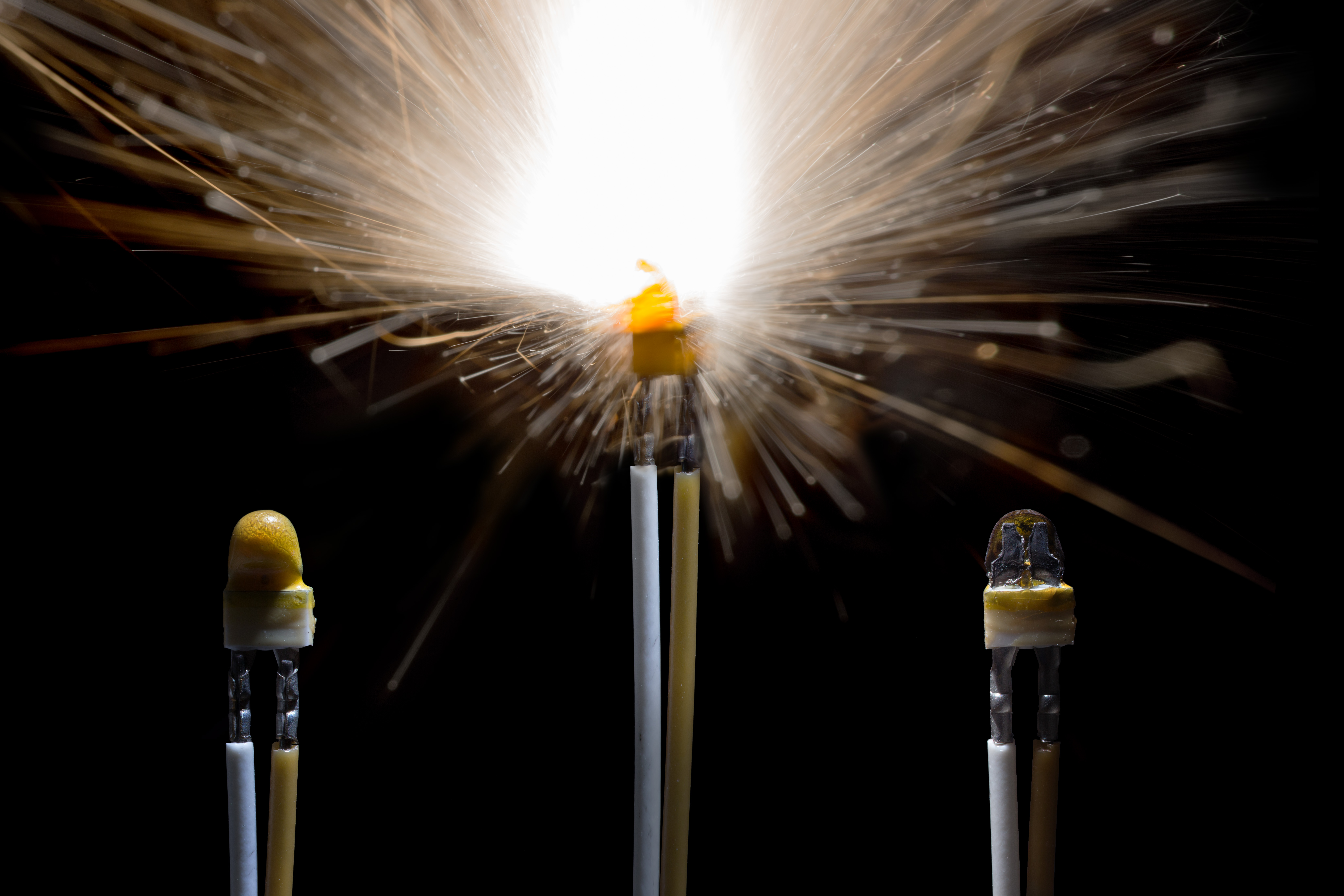
電子點火頭各種燃燒情境

電子點火頭，又名電子點火器、電子點火棒、電火柴，是一種用外部施加的電流點燃可燃性化合物的設備。
電子點火頭使用由加熱元件組成的橋絲來點燃熱原體，熱原體是大量易燃的煙火起始劑成分。
電子點火頭可用於需要在精確控制的時間點提供熱源的任何應用，通常用於點燃推進劑或炸藥。 例子包括安全氣囊，煙火製造以及軍事或工業化學爆裂物。

## 設計

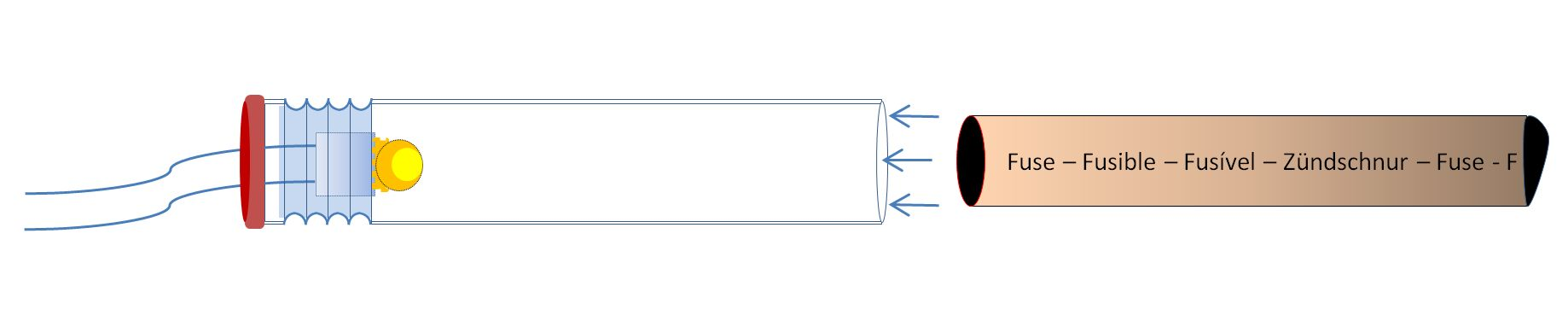
連接至保險絲的電子點火頭的示意圖

電子點火頭由橋絲和熱源體兩個部分組成。橋絲是加熱元件，通常是細金屬絲的線圈或線圈的形式，金屬絲被包裹在熱原中，該熱原是一定程度的易於點燃的煙火引燃劑組合物。 如果熱原具有足夠的導電性，它也可以充當橋接線。電火柴還附有可用於連接電流源的裝置，並有配備有防護罩或將其連接到待點火的裝置。
若要操作電子點火頭，需要具有適當電壓和電流的電源來向點火頭提供電流。 當足夠的電流通過橋絲時，焦耳加熱定律使元素升高至熱原體的燃點溫度以上，熱原體即會開始燃燒。
商業電子點火頭製造商通常會指定電火柴的3個關鍵參數：電阻（通常為2歐姆），建議的點火電流（通常為1安倍）和最大不點火電流。 點火系統上的“測試”按鈕通常通過發送被限制為遠低於不點火電流（通常為0.2安倍）的電流來檢測設置，以檢測常見問題（短路和斷開的線路）。